# Sandra & Ko – Die Märchendetektive
Sandra & Ko – Die Märchendetektive (Originaltitel: Sandra, the Fairytale Detective) ist eine spanische Zeichentrickserie, die zwischen 2007 und 2008 produziert wurde.

## Handlung
Die zehnjährige Sandra und ihr 508-jähriger Elfenfreund Fo reisen durch eine magische Tür in Märchen und versuchen dort Schlimmes zu verhindern und Fälle zu lösen, damit jede Geschichte ein gutes Ende hat. Dafür setzen die beiden ihre detektivischen Fähigkeiten ein und benutzen Werkzeuge wie eine Lupe, eine Lampe und einen Detektivmantel sowie etwas Magie.

## Produktion und Veröffentlichung
Die Serie wurde zwischen 2007 und 2008 von Imira Entertainment und DQ Entertainment nach dem Drehbuch von Txema Ocio und unter der Regie von Myriam Ballesteros in Spanien produziert. Dabei sind 51 Folgen entstanden. Die Musik stammt von John Gladstone Smith.
Die deutsche Erstausstrahlung fand am 16. November 2009 Disney Channel statt.

## Episodenliste
| Folge | deutscher Titel                    | deutscher Titel | Originaltitel               |
| 1     | Verräterischer Feenstaub           | 16.11.2009      | Fairy Dust                  |
| 2     | Eine Nase auf Abwegen              | 16.11.2009      | Prodigious Nose             |
| 3     | Hänsel und Gretel                  | 17.11.2009      | The Golden Key              |
| 4     | Der gläserne Pantoffel             | 18.11.2009      | Cinderella                  |
| 5     | Meerjungfrauen bestiehlt man nicht | 19.11.2009      | Bubbles                     |
| 6     | Guter Wolf – böser Wolf            | 20.11.2009      | Bad Wolf                    |
| 7     | Ungeschickt verstrickt             | 23.11.2009      | Fruits of the Forest        |
| 8     | Der Kinderfänger von Hameln        | 24.11.2009      | Pesky Rodents               |
| 9     | Zeig uns deine Pfote!              | 25.11.2009      | Show us your leg            |
| 10    | Die Wunderlampe                    | 26.11.2009      | Assaf the Magician          |
| 11    | Das hässliche Entlein              | 27.11.2009      | The Ugly Duckling           |
| 12    | Sei kein Frosch!                   | 30.11.2009      | Frogs                       |
| 13    | Der Zinnsoldat                     | 01.12.2009      | The Toy Room                |
| 14    | Hans und die Bohnenranke           | 02.12.2009      | A Question Of Smell         |
| 15    | Ein wölfischer Plan                | 03.12.2009      | The 22:30 Express           |
| 16    | Erpresserische Eselei              | 04.12.2009      | King of Mortadella          |
| 17    | Ein Frosch mit Gedächtnisverlust   | 05.12.2009      | The Prince of the Pool      |
| 18    | Eine Fee auf Rollschuhen           | 07.12.2009      | The Three Anchors           |
| 19    | Der gestiefelte Ko                 | 08.12.2009      | The Outlawed Cat            |
| 20    | Ein rettender Haarschnitt          | 09.12.2009      | The Forest Without Magic    |
| 21    | Jäger außer Gefecht                | 10.12.2009      | Acorns                      |
| 22    | Teufelchen mit Engelslöckchen      | 11.12.2009      | Honey Shampoo               |
| 23    | Die Show muss weitergehen!         | 14.12.2009      | The Invincible Dragon       |
| 24    | Ein Besen außer Rand und Band      | 15.12.2009      | The Mysterious Crystal Ball |
| 25    | Kleiner Mann – ganz groß           | 16.12.2009      | The Wild Party              |
| 26    | Der König der Rätsel               | 17.12.2009      | The Riddle Champion         |
| 27    | Explosive Elfen                    | 18.12.2009      | The Water of Life           |
| 28    | Knüppel aus der Kiste              | 21.12.2009      | Makilakiski                 |
| 29    | Eine süße Versuchung               | 22.12.2009      | The Magic Factory           |
| 30    | Der Palast aus Eis                 | 23.12.2009      | The Cup Final               |
| 31    | Bienenalarm                        | 28.12.2009      | Simpleton                   |
| 32    | Fürchten will gelernt sein         | 29.12.2009      | The Repeating Ghost         |
| 33    | Verliebte Riesen                   | 30.12.2009      | Giant Love                  |
| 34    | Merlin in Gefahr                   | 04.01.2010      | Avalon Island               |
| 35    | Spuk oder Trug?                    | 05.01.2010      | The Great Manfredi          |
| 36    | Neptuns Reich in Gefahr            | 06.01.2010      | Captain Blackbeard          |
| 37    | Sesam öffne dich!                  | 07.01.2010      | The Guide”s Servant         |
| 38    | Das geheime Buch                   | 08.01.2010      | The Secret Book             |
| 39    | Die Schwanenprinzessin             | 11.01.2010      | The Princess of the Lake    |
| 40    | Kreuzfahrt des Schreckens          | 12.01.2010      | An Unforgettable Journey    |
| 41    | Gefährliche Äpfel                  | 13.01.2010      | The Cursed Apple            |
| 42    | Sindbad vor Gericht                | 14.01.2010      | The Supreme Law             |
| 43    | Däumelinchen                       | 15.01.2010      | The Fat Worm                |
| 44    | Die magische Rose                  | 18.01.2010      | Even More Difficult         |
| 45    | Die sieben Zwergenprinzessinnen    | 19.01.2010      | Petunias                    |
| 46    | TBA                                | 20.01.2010      | Die Laughing                |
| 47    | Die magische Harfe                 | 21.01.2010      | The Magic Harp              |
| 48    | 1001 Nacht                         | 22.01.2010      | Green Monkey                |
| 49    | Ein Star ist geboren               | 25.01.2010      | Brother Ogre                |
| 50    | Der Zauberlehrling                 | 26.01.2010      | Scolymus                    |
| 51    | Märchen-Prinzessinnen in Gefahr    | 27.01.2010      | School For Princesses       |